# Fabronia latidens
Fabronia latidens är en bladmossart som beskrevs av Jean Étienne Duby 1870. Fabronia latidens ingår i släktet Fabronia och familjen Fabroniaceae. Inga underarter finns listade i Catalogue of Life.